# Cecoslovacchia ai Giochi della XXII Olimpiade
La Cecoslovacchia partecipò ai Giochi della XXII Olimpiade, svoltisi a Mosca, Unione Sovietica, dal 19 luglio al 3 agosto 1980, con una delegazione di 209 atleti impegnati in ventuno discipline.

## Medaglie
| Medaglia | Nome | Sport           | Evento           |
| -------- | --- | --------------- | ---------------- |
| Bronzo   | Milada Blažková Jiřina Čermáková Jiřina Hájková Berta Hrubá Ida Hubáčková Jiřina Kadlecová Jarmila Králíčková Jiřina Křížová Alena Kyselicová Jana Lahodová Květa Petříčková Viera Podhányiová Iveta Šranková Marie Sýkorová Marta Urbanová Lenka Vymazalová | Hockey su prato | Torneo femminile |

## Risultati

### Pallacanestro
- Uomini

| Atleta | Classifica |
| --- | ---------- |
| V · D · M Nazionale cecoslovacca - Pallacanestro ai Giochi della XXII Olimpiade - Torneo maschile 4 Skála · 5 Žáček · 6 Havlík · 7 Rajniak · 8 Kropilák · 9 Bojanovský · 10 Kos · 11 Pospíšil · 12 Klimeš · 13 Brabenec · 14 Douša · 15 Hraška · All. Pavel Petera | 9°         |
| Nazionale cecoslovacca - Pallacanestro ai Giochi della XXII Olimpiade - Torneo maschile |            |
| 4 Skála · 5 Žáček · 6 Havlík · 7 Rajniak · 8 Kropilák · 9 Bojanovský · 10 Kos · 11 Pospíšil · 12 Klimeš · 13 Brabenec · 14 Douša · 15 Hraška · All. Pavel Petera                                                                                                   |            |